# Agnieszka Przemyślidka (1269–1296)
Agnieszka Przemyślidka (ur. 5 września 1269, zm. 17 maja 1296) – królewna czeska.
Agnieszka była córką króla Przemysła Ottokara II i Kunegundy halickiej. W 1278 została zaręczona z Rudolfem synem króla niemieckiego Rudolfa I. Ślub nastąpił w 1284. Ich jedynym dzieckiem był Jan Parricida. Po śmierci męża Agnieszka wróciła na dwór brata Wacława II. Została pochowana w kościele św. Franciszka, a jej serce spoczęło w klasztorze w Zbrasławiu.